# Harm Hesse
Harm Hesse (Scheemda, 5 juni 1855 - Schiedam, 29 december 1944) was een Nederlands jurist en raadsheer in de Hoge Raad der Nederlanden.
Hesse, zoon van de advocaat mr. Johan Elzard Hesse, studeerde rechten aan de Rijksuniversiteit Groningen van 1873 tot 1879, waar hij aansluitend op 30 juni 1879 promoveerde op Beschouwingen over de Middelenwet. Na zijn promotie werd hij advocaat te Veendam. In 1892 werd hij benoemd tot rechter bij de Rechtbank Winschoten, waar hij al enige jaren rechter-plaatsvervanger was; in 1906 tot raadsheer bij het Gerechtshof Arnhem. In 1911 werd hij lid van de staatscommissie herziening burgerlijk procesrecht.
Op 22 mei 1912 werd Hesse aanbevolen voor benoeming tot raadsheer in de Hoge Raad, ter vervulling van een vacature die was ontstaan door het pensioen van de president A.P.Th. Eyssell en de benoeming van jhr. W.H. de Savornin Lohman tot vicepresident. De Tweede Kamer nam de aanbeveling ongewijzigd over en de benoeming volgde op 19 juni van dat jaar. Het was overigens niet de eerste keer dat Hesse bovenaan de aanbeveling stond: het jaar ervoor was hij reeds aanbevolen ter vervulling van de vacature-Karsten, maar de Tweede Kamer plaatste uit het niets oud-minister van Justitie A.P.L. Nelissen bovenaan de voordracht. Op 1 januari 1926 werd Hesse ontslag op verzoek ontslag verleend. Hij overleed in 1944 op 89-jarige leeftijd.